# 니코틴아마이드 모노뉴클레오타이드
니코틴아마이드 모노뉴클레오티드(영어: nicotinamide mononucleotide, NMN)는 인체 내의 노화억제물질이다.

## 설명
2016년 6월 21일, 미래의 회춘약으로도 불리고 있는 NMN을 연구하고 있는 미국 워싱턴의대 이마이 신이치로 교수팀은 NMN을 투여한 쥐의 수명이 16% 더 늘어났다. 또한 당뇨병에 걸린 쥐에 일주일간 NMN을 투여하자 혈당이 안정적으로 변했다. 마지막 실험에서는 생후 22개월(인간 나이 60세)인 쥐에 NMN을 1주간 투여한 뒤 세포를 확인하자 생후 6개월(인간 나이 20세)의 상태로 변한 것으로 확인됐다.
일본 게이오 대학교와 미국 미주리주 워싱턴 대학교 연구진이 '장수물질'로 불리는 '니코틴아마이드 모노뉴클레오티드(NMN)'의 임상연구를 이르면 2016년 7월부터 일본에서 시작할 계획이다.
2016년 10월 27일, 미국 워싱턴 대학교의 이마이 신이치로 교수팀은 인체 내의 노화억제물질인 '니코틴아마이드 모노뉴클레오티드(NMN)'를 실험쥐에게 먹도록 한 결과 각종 질병과 노화현상이 억제되는 사실을 확인했다는 연구논문을 미국 과학전문지 셀 메타볼리즘에 발표했다.
'꿈의 물질'로 불리는 NMN은 체내에 존재하며 시르투인(sirtuin)으로 불리는 장수에 관여하는 유전자를 활성화시키는 역할을 하지만 나이가 들면 감소한다. 브로콜리, 양배추, 아보카도 등의 녹색 야채에 NMN이 포함되어 있어, 외부적으로 섭취할 수 있지만 함유량이 극미해 큰 효과가 없다.

### NMN과 당뇨병 혜택
니코틴아미드 모노뉴클레오타이드(NMN)는 당뇨병 관리에서 유망한 치료 분자로 부상하고 있으며, 제1형 및 제2형 당뇨병 모두에 대한 잠재적인 이점을 보여주고 있다. 연구에 따르면 NMN은 인슐린 민감성을 향상시키고, 인슐린 저항성을 줄이며, 혈당 수치를 개선할 수 있다고 한다. 이러한 효과는 당뇨병의 발병을 지연시키고 당뇨병성 신장 질환과 인지 기능 저하와 같은 합병증을 예방하는 데 기여할 수 있다.
NMN 보충제는 혈중 인슐린 수치와 NAD+ 수치를 크게 증가시켜 신체가 포도당을 효과적으로 관리할 수 있도록 돕는 것으로 나타났다. 또한 NMN은 특히 비만 유발 당뇨병의 경우 대사 건강을 개선하고 당뇨병 환자의 기억 기능을 보호하는 데 도움이 되는 것으로 밝혀졌다. 이러한 발견들은 NMN이 당뇨병 예방 및 관리에서 귀중한 도구가 될 수 있음을 시사한다.

## 같이 보기
- 니코틴아마이드 다이뉴클레오타이드